# Contrat de vente au Québec
En droit québécois, le contrat de vente est un contrat nommé défini à l'article 1708 du Code civil du Québec.

« 1708. La vente est le contrat par lequel une personne, le vendeur, transfère la propriété d’un bien à une autre personne, l’acheteur, moyennant un prix en argent que cette dernière s’oblige à payer. Le transfert peut aussi porter sur un démembrement du droit de propriété ou sur tout autre droit dont on est titulaire. »